# Articles intrépides 1977-1985
Articles intrépides 1977-1985 est un recueil de 73 articles d’Hervé Guibert publiés dans le journal Le Monde durant cette période. L’ouvrage paraît aux Éditions Gallimard en 2008. Les textes relatent la vie culturelle de l’époque : cinéma, théâtre, expositions. Il s’agit d’entretiens, de critiques, de reportages et de textes personnels.

## Commentaires
L’ouvrage présente un intérêt historique et culturel. L’auteur s’entretient notamment avec des personnalités de ces années, telles que Kenneth Loach, Bulle Ogier, Jean-Luc Godard, Bernard-Marie Koltès, Éric Rohmer, Souleymane Cissé, Gilles Deleuze, Fanny Ardant, Maurice Pialat, Jacques Rivette. Les articles sont également importants pour l’analyse de l’œuvre de l’auteur : influences, positionnement dans le courant culturel.
La grande liberté d’expression, la tonalité personnelle, l’originalité du point de vue en font des textes d’exception,.